# Alyx Vance
Alyx Vance es un personaje ficticio del videojuego Half-Life 2 de Valve, y de sus siguientes episodios, Half-Life 2: Episode One, Half-Life 2: Episode Two y Half-Life: Alyx (en este último como la protagonista principal). Es interpretada por Merle Dandridge y por Ozioma Akagha en Half-Life: Alyx.
Alyx es retratada como una mujer joven, se supone que de ascendencia étnica variada, exactamente de ascendencia malaya y africana, de 24 años, y es una figura destacada en la resistencia humana contra el gobierno de la raza alienígena, llamada "La Alianza" y su administrador, el Dr. Wallace Breen.

## Diseño del Personaje
La apariencia de Alyx está basada en la actriz Jamil Mullen, y es interpretada por Merle Dandridge.
Alyx es la hija del Dr. Eli Vance. Su madre, Azian Vance, que es de ascendencia asiática, se puede ver en una fotografía de familia que aparece en los juegos, pero murió durante el incidente de Black Mesa (evento representado en el primer juego de Half-Life). Alyx era sólo una niña cuando Gordon trabajaba en Black Mesa, pero debido a que él estuvo en animación suspendida entre los eventos de Half-Life y Half-Life 2 diferencia de edad entre los dos personajes se redujo.
Alyx es una hacker experta, adepta a la infiltración de los sistemas informáticos de la Alianza y a re-programarlos. También posee una herramienta de uso múltiple que utiliza una carga eléctrica para deshabilitar sistemas de seguridad, abrir puertas cerradas y volver a programar minas rodantes y torretas automáticas para atacar a los enemigos. Alyx es proficiente con armas de fuego, en particular la pistola automática que lleva comúnmente. En ciertos puntos del juego, ella también maneja una escopeta y un par de rifles de francotirador. Además, ella tiene cierta habilidad en el combate y ocasionalmente luchará o golpeará zombis. Alyx es también muy atlética, capaz de sin esfuerzo saltar obstáculos y escalar paredes. Alyx es una persona generalmente amistosa, por lo general haciendo comentarios optimistas en situaciones horribles. Rara vez se vuelve hostil hacia otros, con la excepción de Judith Mossman, quien traicionó a la Resistencia, y también posiblemente debido a la atracción de Mossman hacia Eli. Ella también tiene un lado cariñoso, pidiendo a Gordon que tenga cuidado cuando él entra en áreas peligrosas y sintiendo pena por los acechadores.
A veces, Alyx muestra un lado muy frágil, asustado que ella generalmente esconde para mantener la situación bajo control. Alyx también es muy educada, formando opiniones sobre la Alianza y la Resistencia independientemente. Ella también ha demostrado ser muy tranquila pero severa durante el combate, ayudando de cualquier manera que pueda. Ella también tiene sentido del humor, como lo demuestran las bromas que hace sobre la Alianza o el silencio de Gordon

## Historia

### Half-Life 2
Alyx aparece por primera vez en el capítulo Punto de Inserción, donde ella salva a Gordon de las fuerzas de Protección Civil cuando estaban a punto de capturarlo. Ella acompaña a Gordon al laboratorio de Kleiner, allí se encuentran con Barney y Kleiner para ser teletransportados al laboratorio de su padre en Black Mesa este. Sin embargo el teletransportador falla mientras trasportaba a Gordon obligándolo a continuar por la ciudad 17 por su cuenta. Más tarde, Alyx se reencuentra con Freeman en Black Mesa East, y le da el arma de gravedad e instruye en su uso junto con su robot mascota Dog. Luego de que la base es atacada y Eli es capturado por La Alianza, ella y Gordon se separan de nuevo. Luego del ataque ella parte hacia Nova Prospekt con el objetivo de rescatar a su padre.
Ella y Gordon se reencuentran una nuevamente durante el capítulo Afieltrado, donde logran hallar a Eli y descubren que la Dra. Judith Mossman traicionó la resistencia y fue quien dio la localización de Black Mesa Este. Alyx y Gordon logran escapar de la prisión usando el tele-transportador, sin embargo la teletransportación tomo aproximadamente una semana. Finalmente ambos luchan en la batalla de la ciudad 17 durante el levantamiento, pero ella es capturada y llevada a la ciudadela. Luego ambos se reúnen más adelante, junto con Eli, en el capítulo Energía Oscura, cuando Gordon llega a la oficina de Breen en la Ciudadela, sin embargo, la Dra. Mossman libera al trío. Luego ella ayuda indirectamente a Gordon durante la confrontación final con el Dr. Breen en el reactor de fusión oscura de la Ciudadela.
En la escena final de Half-Life 2, Alyx está con Gordon en el momento de la explosión del reactor. Mientras que G-Man salva a Gordon de la explosión, Alyx es aparentemente dejada atrás para morir.

### Half-Life 2: Episode One
Alyx se reúne con Gordon, siendo ambos rescatados por los Vortigaunts, desagradando grandemente al G-Man. Gordon es luego encontrado por Alyx y Dog bajo un montón de escombro. Su proximidad a la ciudadela, junto con su inminente explosión, que destruiría gran parte de la ciudad 17, les obliga a regresar al interior para estabilizar el núcleo, deteniendo la explosión del reactor lo suficiente para que tanto ellos como gran parte de la población huya. Alyx y Gordon logran hacerlo, pero se enteran de que las fuerzas locales de la Alianza están tratando de enviar un mensaje de ayuda hacia su mundo, utilizando la destrucción de la Ciudadela para impulsar la transmisión, además también descubren que aparentemente Breen nunca estuvo en verdad a cargo de la Alianza, sino unas criaturas llamadas Consejeros, con quien tienen un encuentro cercano con uno.
La Alianza considera esto positivo, ya que la explosión subsiguiente destruiría a toda la Ciudad 17 y gran parte de los alrededores. Con una copia del mensaje, Alyx y Gordon escapan de la ciudadela y se encuentran con Barney y otros supervivientes, a quienes ayudan a escapar. El dúo escapa de la Ciudad 17 a través de un tren de evacuación mientras el núcleo de la Ciudadela se vuelve crítico, enviando el mensaje. La onda de choque resultante descarrila su tren.

### Half-Life 2: Episode Two
Gordon despierta en el tren destrozado y es liberado por Alyx, y ambos observan que un enorme superportal se está formando sobre lo que alguna vez fue la Ciudad 17, lo que permitirá a la Alianza enviar refuerzos una vez que esté completamente formado. Los datos que ellos transportan son la clave para destruirlo. Gordon y Alyx se dirigen a la base de la resistencia White Forest, donde los datos pueden ser enviados a un satélite en órbita a través de un cohete, lo que permitirá que la resistencia cierre el portal. Sin embargo el dúo es atacado por un Raptor y Alyx es herida críticamente. Sin embargo Gordon, con ayuda a los Vortigaunts, salva a Alyx con un ritual de sanación, dando al G-Man la oportunidad de hablar con Gordon. Durante esta conversación, el G-Man revela a Gordon que salvó Alyx del incidente de Black Mesa. También induce un mensaje en el cerebro de Alyx para su padre: "prepararte para consecuencias imprevistas".
Cuando el dúo llega White Forest, después de un encuentro con un Consejero de la Alianza (Aparentemente el mismo que encontraron en la ciudadela), se reúnen con Eli, Kleiner y el Dr. Arne Magnusson, quien está al mando de la base. Después de que Gordon sella el silo de un ataque de la Alianza, Gordon, Alyx, Kleiner y Eli observan la transmisión del Dr. Mossman, adquirida con los datos robados de la Ciudadela. Revela que ella ha localizado el Borealis, un buque de investigación de Aperture Science que contiene algo supuestamente capaz de causar "otro Black Mesa." El G-Man obliga Alyx a entregar su mensaje subconsientemente, y una vez que Eli esta a solas con Gordon, revela que él también conoce al G-Man, refiriéndose a él como "nuestro viejo amigo". Con la Alianza ahora enviando Zancudos para destruir el cohete, Gordon es enviado para detenerlos.
Después de repeler el ataque, el cohete es lanzado y el portal es cerrado. Mientras Alyx y Gordon se preparan para irse al ártico para encontrar el Borealis en un viejo helicóptero, son emboscados por Consejeros, que matan a Eli antes de que Dog los obligue a huir. El juego termina con Alyx llorando sobre el cuerpo de su padre.

### Half-Life: Alyx
Alyx es la protagonista de este videojuego de realidad virtual, y la historia tiene lugar entre los eventos de Half-Life y Half-Life 2.
Alyx y su padre son capturados por la Alianza, pero Russell, un miembro de la Resistencia logra rescatar a Alyx, advirtiéndole que la Alianza transportará a Eli a Nova Prospekt para interrogarlo. Alyx se aventura en la Zona de Cuarentena fuera de la Ciudad 17 para interceptar el tren que transporta a Eli. En el camino, conoce a un excéntrico Vortigaunt que le dice que su padre Eli sufrirá una muerte prematura en el futuro.
Alyx logra descarrilar el tren, y el Vortigaunt rescata a Eli de entre los restos. Eli le cuenta a Alyx que mientras estaba bajo custodia se enteró de que la Alianza está almacenando una súper arma en una "Bóveda" enorme en la Zona de Cuarentena. Él le indica a Alyx que busque la Bóveda y robe su contenido antes de que la Alianza pueda transferirlo a un lugar más seguro. Alyx logra desactivar una central eléctrica que mantenía la Bóveda a flote en el cielo, y rescata a un Vortigaunt que le promete que él y su raza derribarán las centrales eléctricas restantes para ayudarla con su objetivo.
Eli contacta a Alyx y le advierte que la Bóveda no contiene un arma; en cambio, fue construida como una prisión alrededor de un complejo de apartamentos para contener algo descubierto por la Alianza. La Bóveda fue hecha para levitar en el cielo en la Zona de Cuarentena desierta como una medida de contención extrema. Al acercarse a la Bóveda, Alyx escucha a un científico que insinúa a los superiores de la Alianza que la Bóveda contiene un sobreviviente del incidente de Black Mesa. Asumiendo que este sobreviviente es Gordon Freeman, Alyx planea un rescate y estrella con éxito la Bóveda contra el suelo.
Al abordar la Bóveda, encuentra que hay fenómenos físicos que se extienden por todo el edificio, aparentemente, debido a distorsiones del espacio-tiempo. Alyx navega a través del interior surreal de la Bóveda y descubre una celda de prisión avanzada en el centro. Ella la logra abrir, esperando encontrar a Freeman. Sin embargo, en su lugar, libera al misterioso G-Man, extrayéndose a sí mismo y a Alyx de la Bóveda.
Como recompensa, G-Man ofrece sus servicios a Alyx. Ella le pide que retire a la Alianza de la Tierra, pero este enfatiza que esta solicitud iría en contra de los intereses de sus "Jefes". En cambio, le muestra a Alyx un evento futuro y le ofrece la oportunidad de impedir la muerte de Eli a manos del Consejero (entes con forma de gusano; "Advisor" en inglés) de la Alianza al final de Half-Life 2: Episode Two. Alyx acepta, matando al Consejero y salvando a su padre. G-Man le informa a Alyx que ella ha demostrado ser capaz de reemplazar a Freeman, con quien G-Man no está satisfecho debido a su falta de voluntad para llevar a cabo su misión. G-Man atrapa a Alyx en estado de hibernación y se va.
Posterior a los créditos del juego ocurre una escena ambientada después de la destrucción del súper portal de la Alianza en Half-Life 2: Episode Two. Gordon recupera la conciencia en la base de la Resistencia en White Forest. Eli está vivo y el Consejero está muerto, pero Alyx no está. Mientras G-Man los observa en secreto desde una esquina de la habitación, el robot mascota de Alyx, Dog, llega a la escena con la palanca de Gordon. Eli, lleno de deseos de venganza, manifiesta su propósito de matar a G-Man, y le entrega la palanca a Gordon.
- Datos: Q250221